# Años 1170
Los años 1170 o década del 1170 empezó el 1 de enero de 1170 y terminó el 31 de diciembre de 1179.

## Personas destacadas
- Chrétien de Troyes, escritor francés.
- Felipe de Alemania , hijo del emperador Federico I Barbarroja
- Leonardo de Pisa, matemático italiano, también conocido como Fibonacci.